# Салтыков, Алексей Петрович
Алексе́й Петро́вич Салтыко́в — один из сыновей Петра Михайловича Салтыкова, боярин, в петровское время — московский и казанский губернатор.

## Ранние годы
Представители старшей ветви рода Салтыковых производились прямо из стольников в бояре. Алексей Петрович получил боярский сан в 1682 году и через 7 лет служил воеводой в Астрахани. Во время первого заграничного путешествия Петра Салтыкову в феврале 1698 г. поручено было начальство над Рязанским полком, снаряжавшимся «для промыслу над неприятели басурманы и для береженья завоеванных турецких городов Азова и др.».

## Московский губернатор
В 1711 году он заведовал Провиантским приказом, затем в 1713 году, по смерти своего тестя М. Г. Ромодановского, назначен был московским губернатором. Салтыков получил это место, как говорили, по старанию сенаторов, особенно Мусина-Пушкина и Долгорукого; вскоре крупное столкновение с московским вице-губернатором Ершовым послужило поводом к устранению его от управления Московской губернией.
В конце 1715 году В. С. Ершов публично уличал Салтыкова в том, что он «потакает ворам», потерял казённых денег с 50000 руб. и в следующем году обвинил его перед государем в «похищении и растерянии царского величества интереса». В оправдательном донесении к Петру 24 сентября 1716 году Салтыков писал, что он не только не нанёс казне никаких убытков, но имел «о сборах царского величества интереса многое прилежание, учинил в сборах многий прибор, против Ершова сборов, в 900000 руб., и в других интересах учинил многую прибыль».
Пётр повелел Сенату «между губернатора и вице-губернатора московских разыскать в их ссорах» и в начале 1716 года назначил временно начальником Московской губернии Кирилла Нарышкина, который после расследования дела окончательно заместил Салтыков в этой должности.

## Казанский губернатор
В 1718 году Салтыков принимал участие в суде над царевичем Алексеем и подписал его смертный приговор; участвовал он вместе с другими вельможами и в первой ассамблее у князя-папы Зотова. Затем указом 2 мая 1719 года он был назначен казанским губернатором на место П. С. Салтыкова.
Кроме обычных вопросов губернского хозяйства, ему в этой должности доставляли много забот дела, которыми особенно интересовался Пётр; он содействовал постройке судов для персидского похода и заготовлял провиант, разыскивал золотую руду,  распределял по губернии лифляндских косцов для обучения крестьян снимать хлеб косами, наблюдал за малолетними крещёными татарами, отыскивал для государя девять ишаков, пересылал для кунсткамеры живого петуха о четырёх ногах и монстра-младенца и прочее.
Салтыков просил государя отставить его от дел уже в 1722 году, указывая на свою болезнь и смерть жены (урождённой княжны Ромодановской) и сына, но только в 1724 году получил разрешение приехать в Москву. Литератор Александр Михайлович Салтыков приходился ему правнуком.